# Hamitergum
Hamitergum is een geslacht van hooiwagens uit de familie Sclerosomatidae.
De wetenschappelijke naam Hamitergum is voor het eerst geldig gepubliceerd door Crawford in 1992. 

## Soorten
Hamitergum is monotypisch en omvat slechts de volgende soort:
- Hamitergum eobius